# Prévôté de Saint-Laurent-du-Mottay
La prévôté de Saint-Laurent-du-Mottay est un monument historique situé à Saint-Laurent-du-Mottay, en France.

## Localisation
La prévôté est située place du Général-de-Gaulle, au centre de la commune de Saint-Laurent-du-Mottay.

## Description
L'intérieur abrite la salle de justice dont l'élément central est une cheminée ornée de nombreux médaillons sculptés encadrant une scène d'Annonciation. Le plafond est formé de vingt solives cannelées. Au centre, une belle et grande poutre est ornée de trente médaillons représentant des monstres.

## Historique
L'édifice est classé au titre des monuments historiques en 1968 et inscrit en 1968. Il abrite notamment la mairie de la commune.